# Przyroda (Poznań)
Przyroda (także: Abisynia – jednak odrębna od innej Abisynii, czyli osiedla Nowy Grunwald) – ostatecznie zlikwidowane w 1965 slumsowe osiedle w Poznaniu (16–25 hektarów) zlokalizowane pomiędzy ulicami Marcelińską, Swobodą, Bukowską i Bułgarską.
Początkowo, w latach 1913–1914, Niemcy utworzyli tu dla siebie ogród działkowy Schebengarten. Niektórzy z Polaków, których zatrudniono przy budowie, otrzymali niewielkie skrawki ziemi do swojej dyspozycji. Po 1918 Polacy przejęli praktycznie całość ogrodu. 
Potocznie nazywane Przyrodą osiedle było jednym z kilku, jakie powstały w mieście w początku lat 30. XX wieku z przeznaczeniem dla ubogich i bezrobotnych. Osiedleńcy wybierali wówczas tereny o nieuregulowanym statusie prawnym i własnościowym, co miało również miejsce w przypadku osiedla przy Alei Bułgarskiej. Ziemia ta należała do Brandta, Niemca, który uciekł z Polski po powstaniu wielkopolskim i zaprzestał regulowania zobowiązań podatkowych, w związku z czym miasto zamierzało przejąć te działki, ale dążyło do tego dość opieszale. Pierwsze budynki w formie szałasów postawiono tu już w 1928 przy altanach ogrodów działkowych Gród Przemysława. Najbardziej pokaźna grupa osób (około 400) zamieszkała na Przyrodzie dopiero w 1937, po zlikwidowaniu nielegalnego osiedla biedoty na terenach dawnego Wesołego Miasteczka PeWuKi. 
Osiedle złożone z lepianek i szałasów miało trzy główne, nieutwardzone w żaden sposób ulice. Społeczność ta posiadała pewne formy organizacyjne, wybierając m.in. swojego wójta, który zajmował się rozstrzyganiem sporów i reprezentował mieszkańców przed policją. Budynki miały ogrodzenia i numerację, funkcjonował też osiedlowy sklepik. W niektórych budynkach istniały anteny radiowe. Częstą konstrukcją były cztery słupy wbite w ziemię, które oplatano drutem kolczastym i wypełniano mieszanką gliny i słomy. Glinę wydobywano z oczek wodnych położonych w rejonie obecnego stadionu Lecha. Dach kryto blachą, a ściany malowano w niektórych przypadkach zlasowanym karbidem, co chroniło przed robactwem, ale wydzielało bardzo nieprzyjemny zapach. 
Mieszkańcy, celem pozyskania drewna opałowego, wyrąbywali nielegalnie drzewa rosnące wzdłuż Alei Bułgarskiej. Wojsko i Caritas raz dziennie wydawało mieszkańcom darmowe posiłku przy ul. Bukowskiej. Na co dzień jedzono m.in. psy, koty, podloty wron, tzw. loger (mieszankę darmowej w sklepach solanki śledziowej i żytniej mąki lub ziemniaków) i kiszczonkę (bardzo tanią w sklepach rzeźnickich wodę po gotowaniu kiełbas i kaszanek, do której dodawano lebiodę i szczaw). 
Ostatnie budynki na Przyrodzie, które przetrwały okres II wojny światowej, zlikwidowano w 1965, po czym wzniesiono tu osiedle bloków mieszkaniowych obecnie znane pod nazwą osiedla ks. Jerzego Popiełuszki.